# Cercle athlétique bastiais
Vous lisez un « bon article » labellisé en 2015.
Ne doit pas être confondu avec Sporting Club de Bastia.
Pour les articles homonymes, voir CAB.
Maillots
Le Cercle athlétique bastiais, couramment abrégé en CA bastiais ou CA Bastia, est un club de football français fondé en 1920, disparu en 2017, et situé à Bastia en Corse.
Il constitue l'un des principaux clubs du football corse, et évolue pendant quatre saisons en National (troisième division), et pendant la saison saison 2013-2014 en Ligue 2. Il fusionne avec le Borgo Football Club en 2017 pour devenir le Football Club Bastia-Borgo.
Le club obtient de nombreux titres régionaux durant les années 1920. Après quelques décennies passées dans l'anonymat, le club bastiais se relance en 1952 en gagnant la Coupe de Corse et évolue en Division d'Honneur. En 1978, le club accède au championnat de France de Division 4. En 1986, le CA Bastia fusionne avec deux autres clubs des environs. Il oscille ensuite pendant une vingtaine d'années entre la Division d'Honneur, plus haut niveau régional, et la quatrième division nationale, avant la création en 1993 d'une cinquième division nationale, le National 3, ancien CFA 2.
En 2006, le club intègre le championnat de France amateur (quatrième niveau national), puis le National (troisième niveau national) en 2012. Promu en Ligue 2 et devenu ainsi professionnel en 2013, le club redescend en National après une seule saison. Il reste à ce niveau jusqu'en 2017, où il fusionne avec le Borgo Football Club, pour devenir le Football Club Bastia-Borgo, évoluant en National 2.

## Histoire

### Débuts du CA Bastia et premiers titres au niveau régional (1920-1945)
| \| Bastia \| Localisation de la ville de Bastia |
| Bastia                                          |

Fondé en 1920, le Cercle athlétique bastiais est le premier club bastiais affilié à la Fédération française de football (FFF), avant son prestigieux voisin du Sporting Club de Bastia, né quinze ans auparavant,. La création du club est notamment permise grâce à de riches Bastiais, comme le banquier Gregorj et les établissements Mattei. Le club fait partie de la vague d'apparition de nouveaux clubs en Corse, pour compenser la disparition de ceux, brisés par la Première Guerre mondiale. Le nouveau CAB récupère ainsi des joueurs des anciennes formations bastiaises d'avant 1914. Dans ses premières années, le club ne se résume pas qu'au football : des sections consacrées à l'athlétisme, au basket-ball et au cyclisme sont ainsi créées.
À Noël 1923, le CA Bastia remporte le premier titre mis en jeu par la nouvelle Ligue corse en gagnant la finale du Challenge d'Encouragement de la 3 F.A. face à l'AC Ajaccio,. Par la suite, entre 1923 et 1926, le CA Bastia règne en maître sur le football de l'île de Beauté en remportant tous les titres de champion de Division d'Honneur Corse. En 1933, le club est à nouveau champion, notamment grâce à l'un des plus grands joueurs de l'histoire du club, l'attaquant Antoine Franceschetti. Ce dernier, surnommé « le sanglier du maquis »,, signe à l'Association sportive de Cannes football en première division en 1933 et devient le meilleur buteur du club. En novembre 1934, le journal La Gazette du Lundi organise un challenge entre des sélections de Corte, Bastia et Ajaccio. Ce sont les Bastiais qui remportent ce tournoi amical.
Par la suite, le SC Bastia et l'AC Ajaccio remportent une grande partie des titres de champion de DH des années 1930. Avec la Seconde Guerre mondiale, quatre éditions de la compétition sont annulées. Durant cette période troublée, le club joue au moins deux matchs amicaux, l'un face à la JS Bonifacio, et l'autre face au SC Bastia, tous deux en 1940, avant le déclenchement du Blitzkrieg. Les compétitions reprennent dès 1945 et l'équipe joue fréquemment en milieu de tableau.

### Lente émergence (1945-1978)
Le CAB évolue sans discontinuer en Division d'Honneur de 1948 à 1978. Septième sur neuf de la DH Corse en 1950, l'équipe retrouve les avant-postes l'année suivante, en terminant deuxième à une distance toutefois importante du FCC Bastia. Troisième en 1952, le CA Bastia remporte cette année-là la Coupe de Corse pour la première fois de son histoire,. À nouveau troisième de Division d'Honneur en 1953, le CA Bastia finit antépénultième du championnat, avec huit défaites en quatorze matchs en 1954, avant de finir dernier la saison suivante, avec douze défaites en quatorze matchs. Les saisons suivantes sont irrégulières au niveau des résultats : tantôt en milieu de tableau comme en 1956 et 1958,, tantôt dans les dernières places comme en 1957 et 1959,.
En 1958, la Ligue corse s'engage dans de rudes négociations pour l'admission d'un club corse en championnat de France amateur. Le CA Bastia et le SC Bastia sont candidats. Le Conseil national de la FFF accepte en avril 1958 que le champion de DH soit promu et c'est ainsi le SC Bastia qui devient donc le premier club à évoluer dans une compétition nationale. Le règlement spécifie qu'un seul club insulaire peut participer à ces championnats, fermant de facto la porte au CA Bastia.

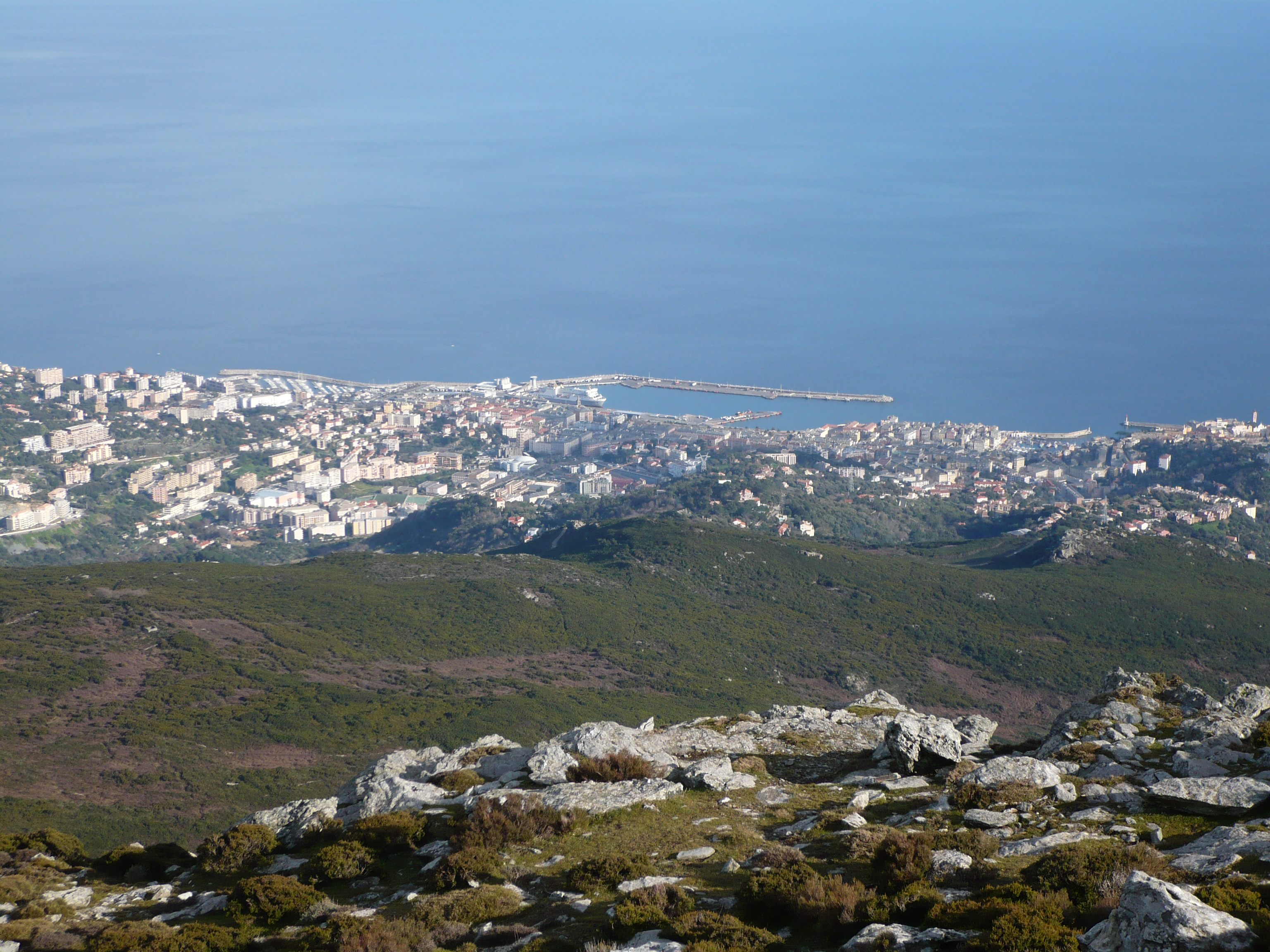
Le CA Bastia dispute ses premiers matchs à domicile dans la zone industrielle d'Erbajolo.

Au début des années 1960, les cabistes continuent leur parcours en division d'Honneur, terminant constamment dans la deuxième moitié de classement et même à l'avant-dernière place en 1962,. En 1964, l'équipe réalise l'une de ses meilleures saisons depuis longtemps en terminant quatrième sur dix participants, mais termine à nouveau à la neuvième position l'année suivante. Dans une Division d'Honneur à douze participants, qui n'est plus composée des meilleures formations corses (trois clubs évoluent dans les divisions nationales : SEC Bastia, AC Ajaccio et Gazélec Ajaccio), le CA Bastia finit la saison dans les dernières positions en 1967. Cinquième en 1968 et 1970, il se classe en milieu de tableau en 1969.
En 1972, le CA Bastia remporte pour la première fois depuis un peu moins de 40 ans, la Division d'Honneur Corse, avec trois points d'avance sur l'équipe réserve du SEC Bastia. La saison suivante, le club bastiais termine cinquième et remporte sa deuxième Coupe de Corse. En 1975, le club remporte une nouvelle fois la DH Corse, s'imposant pour un seul point devant l'Étoile filante bastiaise. Septième en championnat en 1976, les Bastiais remportent une nouvelle fois la Coupe de Corse. La saison suivante, les Noirs remportent à nouveau le championnat avec 15 victoires en 22 matchs. Après sa deuxième place lors de la saison 1977-1978, le club est promu dans le championnat de France de Division 4 nouvellement créé pour que s'affrontent les meilleures équipes des différents championnats régionaux. Le club corse participe ainsi à ses premiers matchs en division nationale lors de la saison 1978-1979 en Division 4.

### La Division 4 et la fusion avec Gallia Lucciana (1978-1993)
À la suite de sa promotion, le club accède à la nouvelle Division 4 en 1978 et est affecté au groupe H. Pour sa première saison, le CA Bastia obtient des résultats honorables en finissant sixième sur quatorze participants. Les saisons 1979-1980 et 1980-1981 sont plutôt similaires quant aux résultats sportifs, en milieu de tableau,. En 1982, les cabistes se rapprochent des dernières positions, finissant dixièmes, avec deux points d'avance sur le premier club relégué. Huitième lors des saisons 1983 et 1984,, le club réédite sa meilleure performance dans ce championnat, en terminant sixième de la saison 1984-1985. Toutefois, la saison suivante, le club corse termine onzième de son groupe et est relégué en Division d'Honneur Corse.

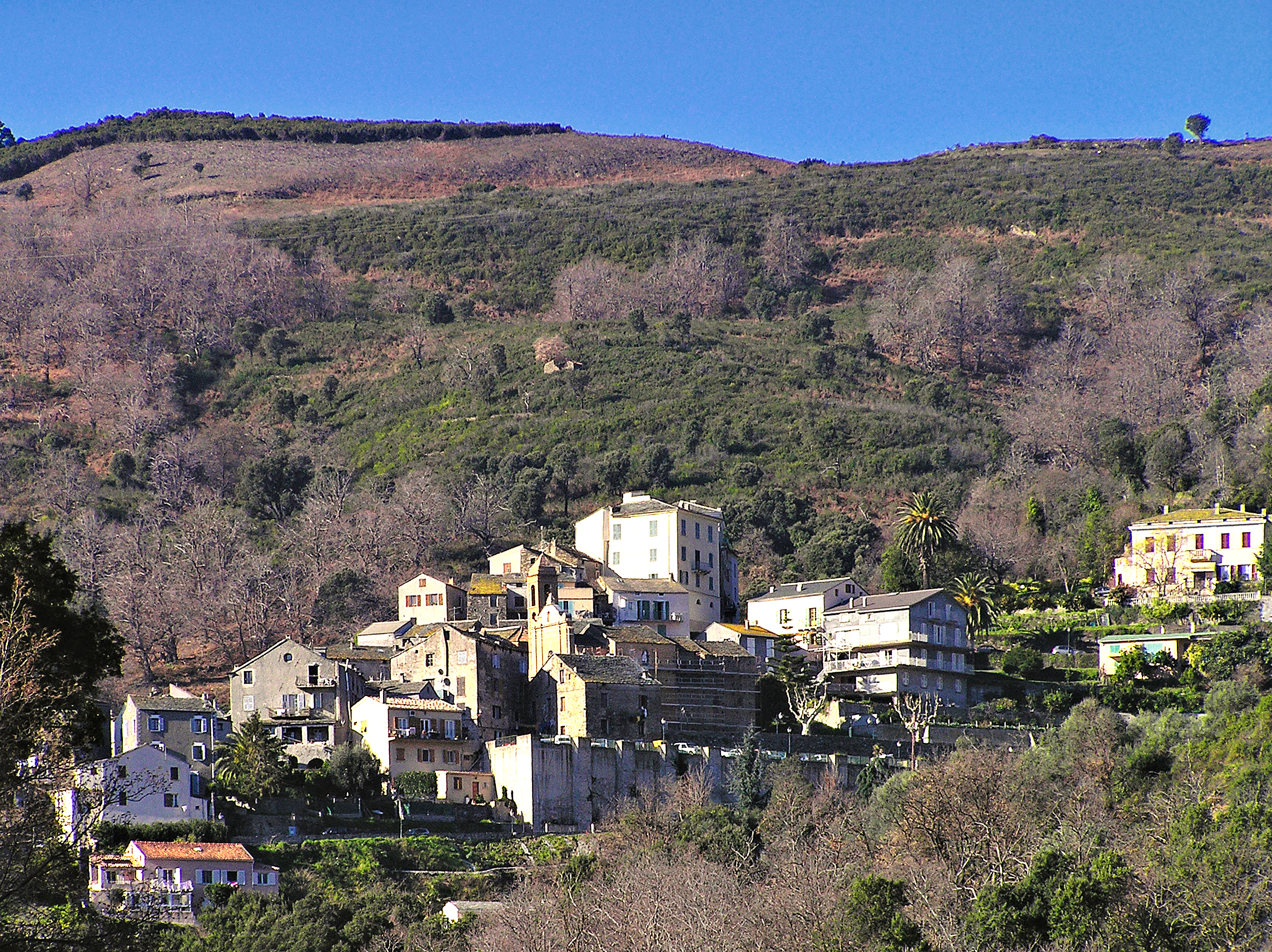
Le CA Bastia fusionne en 1986 avec le Gallia Lucciana et profite ainsi des installations de la ville de Lucciana.

Malgré cette relégation, le club parvient à rester en Division 4, en décidant l'absorption de l'AS Toga Cardo, et surtout la fusion avec Gallia Lucciana, promu en D4, ce qui, outre le maintien de l'équipe dans ce championnat, permet au CAB de profiter des meilleures installations de la ville de Lucciana,. Toutefois, le CA Bastia Gallia Lucciana malgré les bénéfices de la fusion, termine dernier de son groupe de D4 avec cinq victoires en 26 matchs et retrouve la DH Corse mais réalise néanmoins une remontée immédiate. Pour son retour, en 1988-1989, le CA Bastia GL termine neuvième, avec deux points d'avance sur la zone de relégation. Le niveau du CA Bastia GL se stabilise peu à peu en milieu de tableau de la Division 4. Il finit également neuvième en 1990, avec cette fois, une marge de huit points sur le premier club relégué, et se voit également récompensé en Coupe de Corse qu'il remporte pour la quatrième fois après une victoire 3-0 en finale, au stade Armand-Cesari. En 1991, le club corse termine termine huitième avec sept points d'avance sur les relégués. Au terme de la saison 1991-1992, il finit à la sixième place à neuf points de la promotion et à onze points du titre. L'année suivante, le CA Bastia GL termine à l'avant-dernière place de son groupe et est une nouvelle fois relégué en DH Corse.

### Une difficile percée en CFA 2 (1993-2000)
Redescendu en DH Corse, le CA Bastia GL finit deuxième du championnat deux saisons consécutives, à un, puis deux points de la première place,. Il termine ensuite à la huitième place en 1996, avec cinq points d'avance sur le premier relégué au deuxième échelon régional. Lors de la saison 1996-1997, le CABGL domine largement le championnat, avec quinze victoires en vingt-deux matchs pour aucune défaite, et obtient donc le titre et la promotion en championnat de France National 3, cinquième échelon national, créé en 1993 pour s'intercaler entre les championnats régionaux et le championnat de France de division 4.
Le club joue le maintien lors de la saison 1997-1998, et l'obtient en terminant dixième avec deux points d'avance sur le premier relégué. La saison suivante, alors que le championnat change de nom pour devenir le championnat de France amateur 2, l'Escadron noir termine cinquième, à deux points de l'Amicale sportive Muret football, promu en championnat de France amateur (quatrième échelon). La même année, le club remporte également la Coupe de Corse après une victoire 2-1 en finale face à l'Union sportive des clubs du Cortenais. La saison suivante voit le CA Bastia se classer à l'avant-dernière place de son groupe, encaissant 19 défaites en 30 matchs, et être à nouveau relégué en DH Corse.

### Une progression lente jusqu'en Ligue 2 (2000-2013)
Redescendu au niveau régional, le CA Bastia GL remonte une nouvelle fois directement en division nationale, avec un nouveau titre de champion de DH Corse, cinq points devant l'US Corte. Pour son retour en CFA 2, le CA Bastia GL termine septième de son groupe, en milieu de tableau. Dixième en 2003, le club sauve sa place dans cette division pour deux points. En Coupe de Corse, le CA Bastia GL s'impose après sa victoire 2-1 en finale, contre le Borgo Football Club.
Le CA Bastia se sépare du Gallia Club de Lucciana en 2003 et les deux entités reprennent chacune leur nom originel,. Si cette séparation implique de nombreux changements, notamment du côté des installations, avec le retour progressif du club à Bastia, au niveau sportif, le club se classe à la septième place à la fin de la saison 2003-2004. L'année suivante, le club termine cinquième de son groupe, à une distance assez importante en nombre de points de la promotion en CFA. La saison suivante, le CA Bastia remporte vingt de ses trente matchs en championnat, et termine ainsi premier de son groupe. Il intègre de ce fait pour la première fois le championnat de France amateur,. Le club est en outre sacré champion de France amateur 2 par la FFF.
Les premières saisons en CFA sont compliquées pour l'Escadron noir qui joue régulièrement le maintien. Lors de sa première saison, en 2006-2007, le club évite la relégation pour seulement quatre points. En 2007-2008, le CA Bastia termine onzième avec sept points d'avance sur l'équipe réserve de l'OGC Nice, premier relégué. La même année, le CA Bastia remporte la Coupe de Corse après une finale serrée face à la réserve du Sporting Club de Bastia (3-2 a. p.). En CFA 2008-2009, le CA Bastia termine à nouveau en milieu de tableau. La même saison, après avoir écarté les équipes réserves de l'Athletic Club ajaccien et du SC Bastia dans les tours précédents, les Noirs remportent leur huitième Coupe de Corse, la deuxième consécutive, après une finale maîtrisée contre l'Association sportive de la Casinca. Le club participe également au Trophée des Champions de la région Corse, qui oppose le vainqueur de la DH Corse au vainqueur de la Coupe de Corse : opposé au Football Club Calvi, le club s'impose sur le score de cinq buts à zéro. En 2009-2010, l'équipe continue d'évoluer dans le ventre mou du championnat, terminant de nouveau à la dixième position. Après un mercato agité, marquée par l'arrivée de plusieurs cadres comme le buteur Romain Pastorelli, en 2010-2011, le CA Bastia rejoint les avant-postes en terminant troisième de son groupe, mais perd pour un seul point la promotion en National (troisième division),.

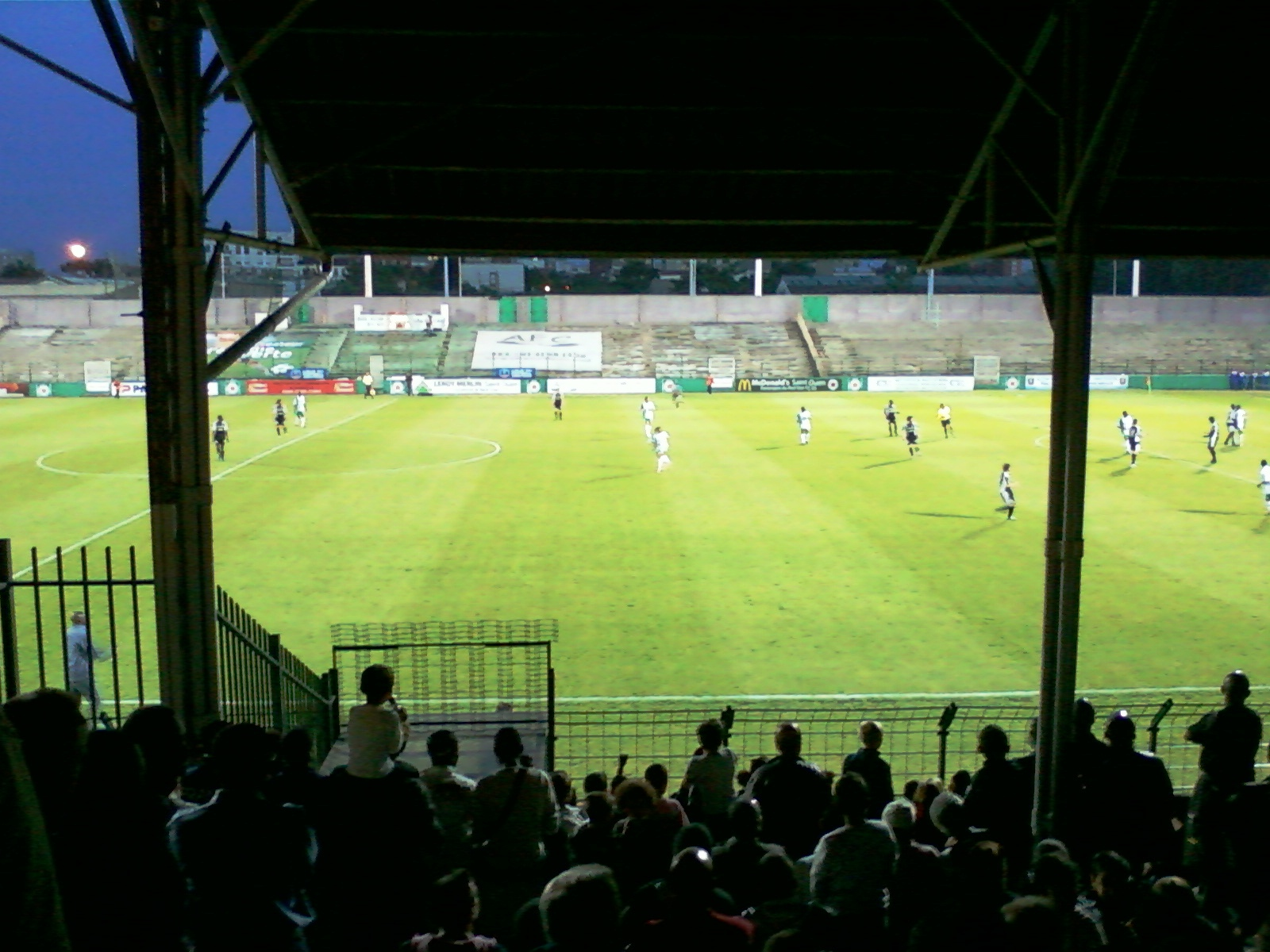
Le CA Bastia affronte le Red Star FC 93 en CFA en 2011.

Lors de la saison 2011-2012, le CA Bastia, après un excellent départ et une régularité durant la quasi-totalité de la saison, finit premier de sa poule, est sacré champion de France amateur au niveau national et accède pour la première fois de son histoire au troisième échelon du football français, le National. Il rejoint ainsi les autres clubs insulaires lors de ce « printemps du football corse »,,. En 2012-2013, le CA Bastia aborde cette nouvelle division avec le plus petit budget et des ambitions modestes. Malgré un début de saison très compliqué, l'Escadron noir remonte au classement jusqu'à pointer à la quatrième place avant la dernière journée. Le club gagne alors son dernier match tandis que l'Étoile Football Club Fréjus Saint-Raphaël perdre le sien ; le CAB récupère ainsi la troisième place occupée par le club varois et est promu en Ligue 2, obtenant conséquemment le statut professionnel pour la première fois de son histoire,,. N'étant pas aux normes du National malgré une rénovation en 2011, le CA Bastia quitte son stade historique, le stade Erbajolo, pour le stade Armand-Cesari, habituelle enceinte du SC Bastia. La même année, en Coupe de France, le club crée la surprise en battant son voisin du Sporting, avant de s'incliner en 16es de finale.

### Un professionnalisme de courte durée (2013-2017)
La saison 2013-2014 en Ligue 2 est très compliquée pour les Cabistes qui enchaînent les contre-performances et finissent à la dernière place du championnat, avec 22 défaites en 38 matchs, à douze points de l'avant-dernier. Le club est ainsi relégué en National,. En Coupe de France, le bilan est positif pour l'Escadron noir qui parvient à atteindre les huitièmes de finale tandis que sa première participation à la Coupe de la Ligue se solde par une élimination au premier tour.
En 2014-2015, le CA Bastia qui malgré sa descente en National conserve le statut professionnel, vit un mercato agité avec le départ de nombreux cadres et l'arrivée de joueurs expérimentés. Mais la saison se montre très compliquée pour les Noirs. Déjà éliminés en Coupe de la Ligue, au premier tour, le président se dit « inquiet » pour l'avenir du club et de ses licenciés, la tension grandit au sein du CA Bastia. L'équipe continue d'enchaîner des mauvaises performances, certains joueurs sont mis à l'écart par le président, toutefois la confiance entre le président et l'entraîneur est affichée. Finalement, le club gagne cinq matchs, et réalise 17 matchs nuls, pour deux défaites à domicile. Le club termine la saison à la 15e place et est relégué en championnat de France amateur. Il est finalement sauvé par les problèmes financiers du Vendée Poiré-sur-Vie Football qui décide de repartir en CFA 2, ce qui permet au CAB d'être repêché et de conserver ainsi sa place en National ainsi que le statut professionnel.

### Fusion avec le Borgo FC (2017)
Dans un contexte où les collectivités territoriales versent de moins en moins de subventions aux clubs amateurs, les dirigeants des clubs du CA Bastia et du Borgo FC annoncent officiellement la fusion des deux entités le 3 juillet 2017. Le nouveau club, tout juste relégué en National 2 et qui jouera dorénavant en noir et rouge, a pour ambition de retourner en National 1; ainsi, l'ancien entraîneur du Paris FC, Christophe Taine, est nommé nouvel entraîneur du FCBB, en lieu et place de Stéphane Rossi. La logique de cette fusion repose également sur la volonté d'exploiter les structures modernes du Borgo FC que ne possédait pas le CA Bastia auparavant. En effet, les matchs de l'équipe première ainsi que les entraînements se dérouleront désormais dans les structures du FCBB basées à Borgo.

## Palmarès et résultats sportifs

### Titres et trophées
Le CA Bastia remporte la Division d'Honneur corse quatre fois en 1923 à 1926, avant de glaner un cinquième titre en 1933. S'ensuit un grand passage à vide qui se terminera en 1952 avec une victoire en Coupe de Corse.
Dans les années 1970, le club remporte deux Coupes de Corse et remporte à trois reprises la DH Corse. En tant que Cercle athlétique bastiais Gallia Lucciana, le club remporte une nouvelle victoire dans cette compétition en 1989, en 1998 et en 2001, ainsi que deux victoires à la Coupe de Corse en 1990 et 1999.
Après sa montée en CFA 2, l'Escadron noir termine premier de son groupe en 2006, avant de remporte six ans après le CFA. Ces premiers titres au niveau national sont combinés aux succès en Coupe de Corse (2003, 2008, 2009), avant de remporter le trophée des Champions de Corse en 2009.
| Compétitions nationales                                       | Compétitions régionales |
| - CFA - Champion : 2012. - CFA 2 - Vainqueur de groupe : 2006 | - Vainqueur du Challenge d'Encouragement de la 3 F.A - Champion : 1923 - Champion DH Corse - Champion : 1923, 1924, 1925, 1926, 1933, 1972, 1975, 1977, 1989, 1998, 2001 - Vainqueur de la Coupe de Corse - Vainqueur : 1952, 1973, 1976, 1990, 1999, 2003, 2008, 2009 - Vainqueur du trophée des Champions - Région Corse - Vainqueur : 2009 |

### Bilan sportif
Le Cercle athlétique bastiais a évolué une saison en Ligue 2. De plus, le CA Bastia totalise quatre saisons au troisième niveau national, toutes quatre en National. À cela il faut ajouter vingt saisons au quatrième niveau, dont six en CFA, et quatorze en Division 4. Le club corse dispute également huit saisons au cinquième niveau national, toutes en CFA 2.
Le reste des saisons du CA Bastia est disputé en Division d'Honneur Corse.
|                        | Compétition                   | Saisons | Titres | J   | G   | N   | P   | Bp  | Bc  | Diff |
| Championnat français   |                               |         |        |     |     |     |     |     |     |      |
| Ligue 2 (2013-2014)    | 1                             | 0       | 38     | 4   | 12  | 22  | 21  | 63  | -42 |      |
| National (2012-2017)   | 4                             | 0       | 140    | 42  | 46  | 52  | 151 | 179 | -28 |      |
| CFA/N2 (2006-2012)     | 6                             | 1       | 202    | 82  | 57  | 63  | 279 | 268 | +11 |      |
| Division 4 (1978-1993) | 14                            | 0       | 363    | 113 | 101 | 149 | 410 | 482 | -72 |      |
| CFA2/N3 (1997-2006)    | 8                             | 1       | 240    | 98  | 45  | 97  | 340 | 377 | -37 |      |
| Coupes françaises      | Coupe de France (1920-2017)   | 97      | 0      |     |     |     |     |     |     |      |
| Coupes françaises      | Coupe de la Ligue (2013-2016) | 3       | 0      | 4   | 1   | 0   | 3   | 4   | 5   | -1   |

### Parcours en Coupe de France
Le Cercle athlétique bastiais participe pour la première à la phase finale (à partir des 32es de finale) de la Coupe de France en 2012-2013.
Lors de la Coupe de France 2012-2013, après avoir éliminé des modestes clubs jusque-là, les cabistes affrontent leur voisin, le Sporting Club de Bastia et s'imposent deux buts à zéro, créant une grande surprise. Qualifié en seizièmes de finale, le CA Bastia est battu par le stade brestois 29 sur le score de zéro à un.
Lors de l'édition suivante, après avoir éliminé quelques clubs de taille modeste non sans difficulté, le club élimine La Roche-sur-Yon (D5) en 32es de finale, après avoir marqué les trois buts de la partie en deuxième période de prolongation. Au tour suivant, le CA Bastia affronte les Chamois niortais, remporte le match aux tirs au but (cinq à quatre) et se qualifie pour les huitièmes de finale. Mais le parcours du club corse s'arrête à ce stade de la compétition, battu par Angers SCO aux prolongations.

### Parcours en Coupe de la Ligue
Pour sa première apparition en Coupe de la Ligue, en 2013-2014, le club est éliminé dès le premier tour par l'AC Arles-Avignon. L'année suivante, le club participe à sa deuxième Coupe de la Ligue et est à nouveau éliminé dès le premier tour par l'Union sportive Créteil-Lusitanos.
En Coupe de la Ligue 2015-2016, le CA Bastia remporte son premier match dans la compétition, en s'imposant deux buts à un face au Havre Athletic Club, qui évolue en Ligue 2.

## Identité du club

### Dénomination du club
Fondé en 1920, le Cercle athlétique bastiais porte ce nom dès sa création. En 1986, le club fusionne avec le Gallia Lucciana et Toga-Cardo, et devient le Cercle athlétique bastiais Gallia Lucciana (CA Bastia GL). Après la séparation des différentes entités, le club retrouve son nom original, le Cercle athlétique bastiais. En 2017, le club change une nouvelle fois de nom à la suite de la fusion avec le Borgo FC et devient le Football Club Bastia-Borgo.

### Couleurs et évolutions du blason
La couleur du maillot du club est le noir, alors que cette couleur était habituellement réservée aux arbitres. Ainsi, le club parvient à la fin des années 1970 à imposer aux instances nationales dirigeantes son droit d'évoluer en noir, les arbitres disposant de maillots colorés.
Sur le blason du club, l'année 1920 figure en dessous de la tête de Maure, symbole de la Corse. 1920 est la date de fondation du club. Ce logo est celui affiché sur le site officiel du club et par la Ligue de football professionnel. Toutefois, sur le site de la Fédération française de football, un autre blason est présent : en plus de l'année 1920, l'année 2003 est ajoutée, année de la séparation avec Gallia Lucciana. Cette version est régulièrement vue peu après la séparation des deux parties mais disparait avec les années pour se rallier au logo original.

Logo officiel du club entre 1920 et 1986 et entre 2003 et 2017.
Logo du CA Bastia GL entre 1986 et 2003
Version officieuse du logo du CA Bastia peu après 2003

### Identité locale
À ses débuts, le CA Bastia est perçu comme un club assez huppé, tranchant avec son voisin du Sporting, considéré comme plus populaire.
Meilleur club corse dans les années 1920, l'Escadron noir est dépassé plus tard par le Sporting Club de Bastia au niveau local ainsi que l'Athletic Club ajaccien et le Gazélec Football Club Ajaccio au niveau régional. Dans l'ombre du SC Bastia, la popularité du CA Bastia est faible dans la ville de Bastia. La brève présence du club en Ligue 2 en 2013-2014 a toutefois contribué à une certaine popularisation du club, faisant augmenter le nombre de supporters cabistes.

## Personnalités du club

### Anciens joueurs
| Rang | Nom                  | Buts | Matchs | Carrière au club        |
| ---- | -------------------- | ---- | ------ | ----------------------- |
| 1    | Romain Pastorelli    | 69   | 123    | 2010 - 2014             |
| 2    | Rémy Arnoux          | 29   | 146    | 2004 - 2014             |
| 3    | Kassi Ouédraogo      | 24   | 29     | 2005 - 2007             |
| 4    | Christophe Soliveres | 22   | 32     | 2003 - 2008             |
| 4    | Madimoussa Traoré    | 22   | 92     | 2011 - 2015 2015 - 2017 |

| Rang | Nom                    | Matchs | Carrière au club |
| ---- | ---------------------- | ------ | ---------------- |
| 1    | Sébastien Lombard      | 207    | 2009 - 2015      |
| 2    | Michel Moretti         | 172    | 2009 - 2015      |
| 3    | Rémy Arnoux            | 146    | 2004 - 2014      |
| 4    | Jean-François Grimaldi | 145    | 2010 - 2017      |
| 5    | Romain Pastorelli      | 123    | 2010 - 2014      |

Au cours de son histoire, le club cabiste a compté dans ses rangs plusieurs joueurs qui ont marqué de leur empreinte l'histoire du club.
Le portier français Sébastien Lombard est le joueur le plus capé sous le maillot corse avec 207 apparitions suivi de près par le milieu Michel Moretti avec 172 apparitions.
Au rayon des meilleurs buteurs, c'est l'attaquant français Romain Pastorelli qui occupe la première place avec 69 réalisations suivi du milieu de terrain français Rémy Arnoux auteur de 29 réalisations sous le maillot cabiste.
Dans la première moitié du XXe siècle, certains joueurs parviennent à marquer les supporters et l'histoire du club : Antoine Franceschetti, surnommé le « sanglier du maquis » et devenu ensuite le meilleur buteur de l'AS Cannes, compose avec Dominique Mori, le duo de l'attaque qui fera glaner le titre en 1933 en DH Corse. Dans les années 1920, lors de l'époque dorée où l'Escadron noir règne sur la Corse, plusieurs joueurs se distinguent comme Confortini, dit Pierrot, Ange Palmesani, président du club dans les années 1960, ou encore Lucien Adreani, Bébé Pietri, Yvan Bosch, Antoine Giuntini, Philippe Mosca, Marius Tagliacossi,.
Dans les années 1970, lors du renouveau majeur du club, Jean-Jean Camadini, ancien joueur du SEC Bastia, Freddy Gandolfi, Francois Nicolai, Gérard Riu, Christian Morganti et Antoine Emmanuelli, futur président du club, font briller le club, en tant que joueurs expérimentés ou que jeunes espoirs.
Kassi Ouédraogo, attaquant international burkinabé, reste l'un des symboles du CA Bastia promu en CFA en 2006 avec 22 réalisations, en étant notamment le meilleur buteur du groupe B du championnat. Avec 207 matchs joués entre 2009 et 2015, le gardien de but Sébastien Lombard est l'une des figures majeures de la montée CA Bastia du CFA jusqu'à la Ligue 2. Certains joueurs dont le passage au CA Bastia fut généralement de courte durée, ont connu une carrière assez importante dans le monde professionnel, à l'image de l'international français Tony Vairelles, qui peine cependant à son arrivée au club à remplacer Ouédraogo,. Lilian Nalis, finaliste de la Coupe de France 2002, joue sa dernière saison dans ce club, avant d'y devenir entraîneur adjoint pendant quatre ans. Enfin, l'attaquant Romain Pastorelli, recruté en 2010, fait les beaux jours du CA Bastia : il marque 23 buts, soit la moitié de tous les buts de l'équipe lors de la saison 2011-2012 et se montre comme l'un des grands artisans du passage du championnat de France amateur au National ; il marque ensuite 26 buts lors de la saison 2012-2013 et termine meilleur buteur de National 2013. Il part en 2014, rejoindre l'AS Furiani-Agliani.
Plusieurs joueurs du club sont sélectionnés en Équipe de Corse de football, sélection régionale et non officielle, notamment dans ses rencontres des années 2010, à l'image de Damien Tibéri (quatre sélections).

### Provenance des joueurs
Un certain nombre d'anciens professionnels de l'île ou d'anciens pensionnaires des centres de formation du SC Bastia, sont passés par le club : François Caffarel (5 matchs en Ligue 1) a joué ses trois dernières saisons avec les cabistes ; l'international néo-calédonien Benjamin Longue a disputé trois saisons avec le CA Bastia après avoir été membre de l'équipe réserve du Sporting ; Jean-Christophe Lamberti a participé à 123 matchs en neuf saisons de l'Esacdron noir, après être passé par le club voisin et le Gazélec Ajaccio.
Quelques internationaux africains sont passés par le club au début du XXIe siècle : Kassi Ouédraogo a marqué 42 buts en deux saisons, Ben Idrissa Derme (83 matchs), et Florent Rouamba, mais aussi l'Ivoirien Mamadou Doumbia, le Gabonais Rémy Ebanega et le Nigérian Sunday Mba. Toutefois, malgré leur statut d'international, la plupart de ces joueurs ne marquent pas durablement le club.
Une partie des présidents et des entraîneurs du CA Bastia ne sont pas connus, notamment au XXe siècle. Ci-dessous sont indiqués les présidents et entraîneurs ayant joué un rôle dans le développement du club.

### Historique des présidents
Peu après la Seconde Guerre mondiale, c'est Silvestri qui est à la tête du club bastiais. Au début des années 1950, c'est P. Maurel qui dirige le club corse. Jean-François Filippi est quant à lui président dans le milieu des années 1980 peu avant de devenir celui du SEC Bastia et d'être assassiné après la catastrophe de Furiani,.
Joseph Franceschini, ancien footballeur à la fin des années 1980 du SEC Bastia puis du CA Bastia GL, préside le club au début des années 2000,,. Antoine Emmanuelli, licencié du club à l'âge de 11 ans et devenu chef d'entreprise, prend les commandes du Cercle athlétique bastiais en 2004, peu après la dissolution du CA Bastia Gallia Lucciana, et le dirige jusqu'en 2017. À la suite de la fusion avec le FC Borgo, c'est José Orsini qui est nommé nouveau président du club avec Antoine Emmanuelli comme président délégué.

### Historique des entraîneurs
Vers 1950, Demuth est l'entraîneur du club conjointement avec l'un de ses joueurs. Dans les années 1960, Palmesani entraîne les joueurs bastiais. Antoine Redin, entraîneur emblématique du SC Bastia, prend les rênes de son voisin cabiste au début des années 1990,.
Jules Accorsi, ancien joueur du club, dirige la formation corse de 1992 à 1995. C'est ensuite R. Manas qui entraîne les cabistes. Stéphane Rossi, ancien joueur du club et entraîneur de l'équipe réserve de 1997 à 2000, prend les rênes de l'équipe première du CA Bastia en 2000. Après avoir mené les siens du CFA 2 jusqu'à la Ligue 2, Rossi se retire en 2015 alors que le club évite de justesse la relégation en CFA, pour devenir manager général du club. Il est remplacé par Christian Bracconi. À cause des mauvais résultats sportifs du club, ce dernier est alors remercié le 20 novembre 2015. Stéphane Rossi effectue son retour sur le banc pour entrainer de nouveau le CAB.

## Structures du club

### Structures sportives

#### Stades
De sa création en 1920 jusqu'à 1986, année durant laquelle il fusionne avec Gallia Lucciana, le CA Bastia utilise principalement deux stades : le stade Erbajolo, construit en même temps que le club, mais surtout le stade de l'Arinella, basé au sud de la ville, construit dans les années 1930,. En 1986, le CA Bastia fusionne et récupère le stade Poretta, à Lucciana, d'une capacité de 2 000 places, qu'il utilise jusqu'à la séparation des deux entités, en 2003. À partir de 2003, le club joue au stade du Bastio, à Furiani, d'une capacité de 1 000 places, et y évoluera jusqu'en 2007.
En 2007, les cabistes reviennent dans l'un de leurs fiefs historique, au stade Erbajolo, après des travaux de rénovation de 2 100 000 euros, qui voient notamment l'installation d'une pelouse synthétique et la construction d'une nouvelle tribune de 1 300 places. En 2011, après la montée du club en CFA (D4), le stade se munit d'une nouvelle tribune tubulaire de 700 places, dont une partie réservée aux visiteurs, portant la capacité du stade à 2 000 places,.

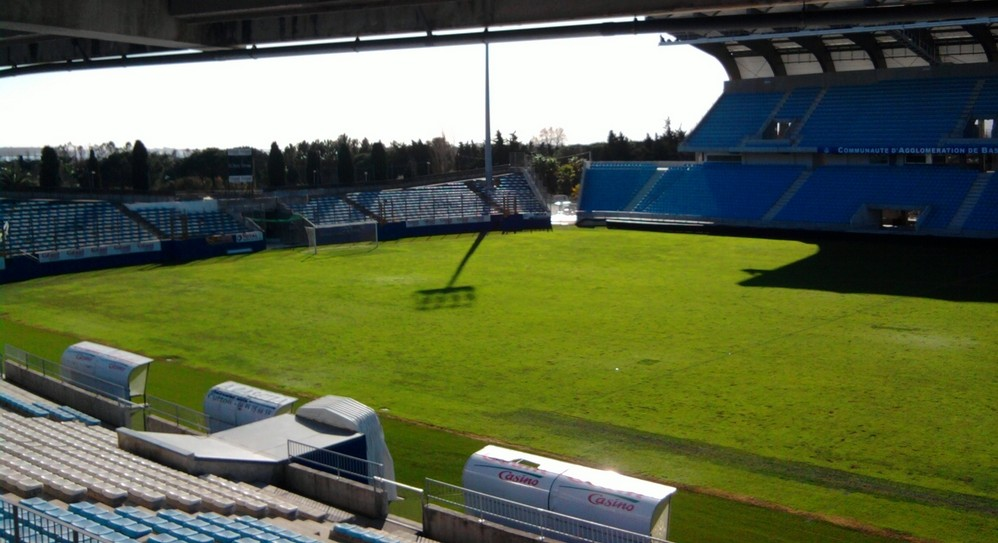
Le CA Bastia joue la saison 2013-2014 dans le stade Armand-Cesari.

À la suite de l'obtention du titre de champion CFA groupe Sud en 2012, de nouveaux travaux sont engagés par la Communauté d'agglomération de Bastia pour mettre le stade aux normes du championnat National. Des travaux sont engagés pour améliorer l'éclairage et pour installer un panneau de score lumineux. L'aménagement d'une salle pour les contrôles antidopage, d'une infirmerie, d'une tribune de presse, d'un vestiaire pour les délégués sont également réalisés.
À la suite de la montée du club en Ligue 2, le stade Erbajolo n'étant pas aux normes de ce championnat, le club déménage au Stade Armand-Cesari, pelouse habituelle du Sporting Club de Bastia, d'une capacité de 17 000 places. Après la relégation des Bastiais en National la saison suivante, le club reste un temps dans cette enceinte, qui se trouve être largement au-dessus de leurs moyens. Finalement, le CA Bastia retrouve son stade Erbajolo de 2 000 places, à partir de la fin novembre 2014. Toutefois, les normes évoluent à nouveau, et le stade Erbajolo n'y convient pas : pour la première fois de son histoire, le CAB est obligé de joueur son premier match à domicile de la saison 2015-2016, sur le continent, dans le Stade Charles-Ehrmann, à Nice,.
Depuis juillet 2017, le Football Club Bastia-Borgo évolue désormais au stade municipal Paul-Antoniotti de Borgo, pour l'équipe première et l'équipe réserve, et au stade Erbajolo pour les équipes de jeunes.

#### Autres équipes
En 2015, le Cercle athlétique bastiais engage dix équipes en compétitions officielles.
L'équipe réserve participe à la Coupe de Corse de football,, ainsi qu'à la Promotion d'Honneur A. Avec environ 400 licenciés en 2013, le club comporte plusieurs équipes juniors, pour les jeunes de moins de sept ans à ceux de moins de dix-neuf ans. Les équipes jeunes du club sont très rarement évoquées dans les médias qui se concentrent plutôt sur le Sporting Club de Bastia. En coupe Gambardella, les moins de 19 ans n'ont jamais réussi à atteindre les phases finales, au contraire d'autres clubs corses. Ces équipes juniors participent à la Coupe de Corse de leur catégorie d'âge. Ce manque de résultats chez les jeunes peut être expliqué par le manque d'engouement des jeunes bastiais et plus généralement des Corses, qui préfèrent les clubs plus renommés comme le SC Bastia ou encore l'AC Ajaccio.
| Équipe réserve                       | Compétitions juniors                                            |
| - Promotion d'Honneur Corse A : 2008 | - Vainqueur du Challenge Alex Stra (-15 ans) : 2005, 2006, 2008 |

#### Association omnisports
À sa création en 1920, le CA Bastia n'est pas exclusivement consacré au football : des sections d'athlétisme, de cyclisme et de basket-ball sont créées. Seule la section d'athlétisme subsiste encore. Dans son histoire, le CA Bastia - Athlétisme a formé plusieurs athlètes qui ont été sacrés champions de Corse et ont obtenu des records régionaux,.

### Aspects juridiques et économiques

#### Statut juridique et légal
Le Cercle athlétique bastiais est affilié à la Ligue corse de football sous le numéro 550836. Lors de la période 1986-2003 avec Gallia Lucciana, le siège social se situait au stade de Poretta, dans lequel évoluait l'équipe première, à Lucciana. Malgré la séparation des deux entités, le siège social du club reste quelques années à Lucciana, avant de revenir à Bastia au 1 rue de l'Impératrice Eugénie. Après le retour de l'équipe fanion au stade Erbajolo en 2007, le siège social du club vient au stade, dans la zone industrielle d'Erbajolo, à Bastia,.
Présidé par Antoine Emmanuelli, le club a pour correspondant, Julien Boronat, pour « correspondant compétitions nationales », Ange-Louis Paolacci, pour trésorier, Antoine Rombaldi et pour « référent programme éducatif fédéral », Jean-Luc Airola. Le club est une Société anonyme sportive professionnelle (SASP).
Le 29 juin 2017, quelques jours avant sa fusion officielle avec le Borgo Football Club, le CA Bastia est radié de la liste des clubs de football français.

#### Éléments comptables
Le budget du club avant 2001 est méconnu. Au début des années 2000, évoluant en CFA 2, le CA Bastia Gallia Lucciana a un budget de 1 500 000 francs,. Après le passage à l'euro, le budget est de 230 000 euros, soit quasiment l'équivalent des années précédentes,,. En 2006, le club bastiais monte en CFA, et les dirigeants doublent le budget à 450 000 euros. Sur la période 2007-2012, où l'équipe première évolue en CFA, le budget du club nous est inconnu.
Après la promotion du club en National en 2012, le CA Bastia annonce un budget de 1 000 000 euros, plus faible budget du championnat,. En 2013, avec la montée du club en Ligue 2, le budget du club est quintuplé et atteint 5 000 000 euros, mais reste toujours le plus petit budget du championnat avec l'Athlétic Club Arles-Avignon. Lors de la saison 2014-2015, le CA Bastia a un budget de 2 100 000 euros, ce qui en fait le huitième budget - sur dix-huit - du championnat, ex aequo avec le FC Bourg-Péronnas. L'année suivante, le club bastiais a le dixième plus gros budget du championnat avec 2 millions d'euros. En 2016-2017, le budget n'est plus que de 1 300 000 euros, alors que le club effectue sa dernière saison en National, avant sa fusion avec Borgo.
| Saison | 2001-2002 | 2002-2003 | 2003-2004 | 2004-2005 | 2005-2006 | 2006-2007 |
| Budget | 1,5 MF    | 1,5 MF    | 230 k€    | 230 k€    | 230 k€    | 450 k€    |
| Saison | 2007-2012 | 2012-2013 | 2013-2014 | 2014-2015 | 2015-2016 | 2016-2017 |
| Budget | NC        | 1,0 M€    | 5 M€      | 2,1 M€    | 2 M€      | 1,3 M€    |

#### Équipementiers et sponsors
Les premiers partenaires du CA Bastia arrivent dans les années 1970 avec notamment Renault Doria, la concession du constructeur automobile à Bastia. Dans les années 1980, des entreprises locales (Alpha Cuisine, Venoasi) apparaissent sur le maillot fait par le club, avant de voir brièvement Citroën et surtout Hertz, qui sera sur le maillot bastiais jusqu'au milieu des années 1990, parrainer les cabistes. Géant Casino prend le relais en 1998, et disparait pendant plusieurs années, avant de revenir brièvement en 2007.
En 2015, Le CA Bastia reçoit des subventions de la collectivité territoriale de Corse et du département de la Haute-Corse. Le club a pour principaux sponsors Thalassa Hôtel, E.Leclerc, Air&Si Bastia, Sitec, De Petriconi, la Société nationale maritime Corse Méditerranée (SNCM). Parmi les principaux sponsors secondaires Air Corsica, Europcar, Géant Casino, Leroy Merlin, le Groupe Caisse d'épargne, Total ou encore BMW.
L'équipementier du club est l'italien Erreà,. Au début des années 2010, Oscaro est le sponsor majeur du club, et est partenaire en même temps de l'autre club de la ville, le Sporting Club de Bastia,.

## Culture populaire

### Rivalités
Le Cercle athlétique bastiais est rival avec de nombreux clubs corses. La rivalité est notamment assez forte avec le Sporting Club de Bastia, bien plus populaire que le CA Bastia. Même lors de la première moitié du XXe siècle, les rencontres entre les deux formations se voient très musclées. Mais après la Seconde Guerre mondiale, le niveau des deux équipes varie différemment et le Sporting prend un avantage de plus en plus important sur son voisin cabiste. Toujours dans l'ombre du Sporting Club de Bastia, le CA Bastia l'a déjà affronté en Coupe de France, notamment en 32es de finale de l'édition 2012-2013 où l'Escadron noir s'impose sur le score de deux buts à zéro.
Fondé la même année que le CA Bastia (1920), l'Étoile filante bastiaise, évoluant en DH Corse, a déjà affronté à plusieurs reprises les cabistes : lors de la saison 1980-1981 en Division 4 (Groupe H) ainsi qu'en 2011 en Coupe de France. Le bilan entre les deux clubs est de deux victoires à une pour le CA Bastia. Les derbys bastiais se jouent régulièrement entre CA Bastia, ÉF Bastia et SC Bastia en Division d'Honneur, des années 1920 aux années 1960.

### Affluences et supporters
Le CA Bastia ne possède aucun groupe de supporters, notamment à cause de l'omnipotence du Sporting Club de Bastia, qui a plusieurs groupes de supporters.
Les affluences du Cercle athlétique bastiais avant la saison 2008-2009, ne nous sont pas connues. Lors de la saison 2008-2009, alors en CFA, le club reçoit environ 285 spectateurs lors de ses matchs à domicile. Lors de la saison suivante, toujours dans la même division, le stade Erbajolo du CA Bastia reçoit environ 325 spectateurs par match. En 2010-2011, le CA Bastia est le deuxième club le plus populaire de son groupe en attirant une moyenne de 450 spectateurs.
La saison 2011-2012 marque la promotion des cabistes en troisième division, une première pour ce club, qui attire en moyenne 426 spectateurs lors de cette saison. Promu en National en 2012-2013, le club accueille une moyenne de 600 spectateurs cette saison-là. La montée-surprise du club en Ligue 2 pour la saison 2013-2014 entraîne un changement de stade temporaire pour le club qui est contraint d'évoluer au stade Armand-Cesari et attire une moyenne de 1 460 spectateurs. La relégation en National pour la saison 2014-2015 voit le club retrouver des affluences similaires aux saisons précédentes avec un nombre spectateurs par match proche des 400.
Les supporters du CA Bastia ont déjà étés impliqués dans des affaires de violence en marge des rencontres. Par exemple, en 2009, après que des joueurs du CAB ont été victimes d'insultes racistes de la part de supporters de Jura Sud Foot, des violences éclatent et le match est interrompu. Les deux clubs portent plainte contre X peu après. En 2012, la réserve du Lille OSC refuse de se déplacer en Corse à la suite d'incidents l'année précédente, où trois joueurs ont été blessés et un victime d'insultes racistes.